# سيبوس ملقرت

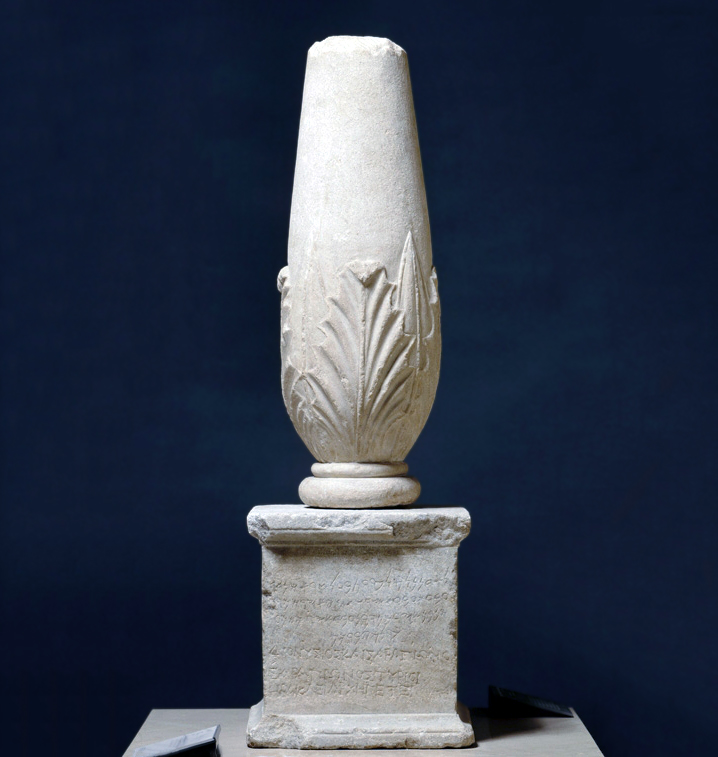
سيبوس ملقرت في متحف اللوفر

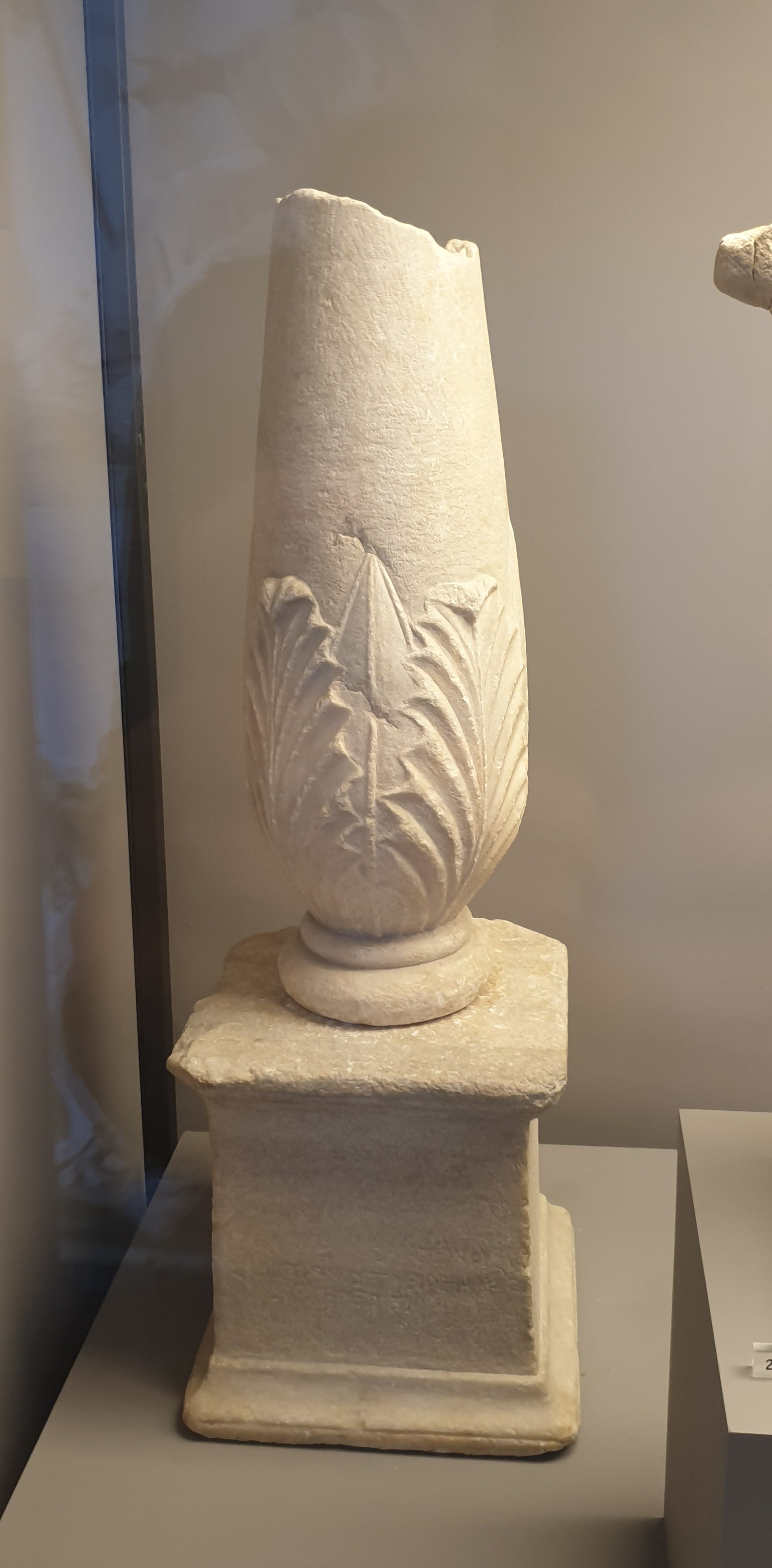
سيبوس ملقرت في فاليتا.

سيبوس ملقرت أو سيبوسات مالطا نصبان فينيقيان من القرن الثاني ق.م. مصنوعان من المرمر ، وكلاهما عليه نقوش ثنائية اللغة فينيقية ويونانية . أحد السيبوسين محفوظ الآن في متحف اللوفر في باريس, والآخر موجود في المتحف الوطني للآثار في فاليتا في مالطا .
يحمل النقش الرمز KAI 47 و CIS I 122

## تاريخ البحث
لم يكن مكان وظروف الاكتشاف معروفة عندما نُشر النقش اليوناني عام 1853م في المجلد الثالث في مدونة النقوش الإغريقية Corpus Inscriptionum Graecarum ، ومن المفترض أنه اكتشف في مرساشلوق . لم يذكر هذا الموقع من قبل، وبعد مرور أكثر من قرن دٌحض هذا الادعاء. وربما حصل هذا الربط عن طريق الاستدلال، إذ من المفترض وبشيء من المعقولية أن السيبوسان كانا مخصصان لهرقل وليس لملقرت ووضعا في معبده.
ورد أول ذكر للقطعتين في عام 1694م في رسالة من إجنازيو كونستانزو إلى أنطونيو بوليفون ، الذي نشرهما في عام 1697م. نهاية القرن السابع عشر كانت القطعتان ضمن مجموعة جيوفانفرانشيسكو أبيلا في مالطا. في عام 1735، نشر جان كلود جويوت دي لا مارن رسمًا توضيحيًا للنقش لأول مرة. وفي عام 1758م، تمكن جان جاك بارتيليمي من قراءة النقوش والبدء في فك رموز اللغة الفينيقية البونيقية. في عام 1782م ، قدم إيمانويل دي روهان بولدوك ، السيد الأعظم لفرسان القديس يوحنا، إحدى القطعتين للويس السادس عشر تخليدًا لذكرى هذا الإنجاز. وفي باريس، حُفظت في البداية في أكاديمية النقوش والآداب الجميلة ، وفي عام 1796م وصلت إلى مكتبة مازارين . وفي عام 1864م تم التبرع بها لمتحف اللوفر بناء على اقتراح المستشرق دي ساسي .
المصطلح سيبوس في السياق الفينيقي (على عكس الأتروسكي ) يعني عمودًا صغيرًا برأس مال أو بدونه والذي تم استخدامه كمعلم أو حجر حدود أو نصب تذكاري. كلا السيبوسين المالطيين غير عاديين من حيث أنهما مكونان من جزأين، قاعدة مصممة ككتلة مستطيلة على شكل مذبح نذري منقوش عليه نقوش يونانية وفينيقية. يرتكز عليها عمودًا يمثل "شمعدانًا"، الجزء السفلي منه مزين بنحت بارز لأوراق الأقنثا. القطعة الموجودة في متحف اللوفر مكسورة من الأعلى. والنقش ثنائي اللغة على القاعدة يتكون من ثلاثة أسطر باللغة اليونانية وأربعة أسطر باللغة الفينيقية. كانت العلاقات بين مالطا والفينيقيين بدأت في القرن الثامن ق.م ، إلا أن تاريخ النقش يعود إلى القرن الثاني ق.م، عندما احتل الرومان الجزر المالطية .

## النقوش
نص النقوش على كل من السيبوسين متطابق، والتقسيم إلى سطور هو الذي يختلف قليلاً؛ نص السيبوس الموجود في متحف اللوفر مستنسخ أدناه:
| سطر | فينيقي                      | نقحرة                       | ترجمة                                 |
| --- | --------------------------- | --------------------------- | ------------------------------------- |
| 1   | 𐤋𐤀𐤃𐤍𐤍 𐤋𐤌𐤋𐤒𐤓𐤕 𐤁𐤏𐤋 𐤑𐤓 𐤀𐤔 𐤍𐤃𐤓  | لادنن لملقرت بعل صر اش ندر  | لسيدنا لملقرت بعل صور الذي نذر        |
| 2   | 𐤏𐤁𐤃[𐤊] 𐤏𐤁𐤃𐤀𐤎𐤓 𐤅𐤀𐤇𐤉 𐤀𐤎𐤓𐤔𐤌𐤓   | عبد[ك] عبداسر واحي اسرشمر   | عبد[ك] عبداسر وأخيه اسرشمر            |
| 3   | 𐤔𐤍 𐤁𐤍 𐤀𐤎𐤓𐤔𐤌𐤓 𐤁𐤍 𐤏𐤁𐤃𐤀𐤎𐤓 𐤊𐤔𐤌𐤏 | شن بن اسرشمر بن عبداسر كشمع | الأثنان ابنا اسرشمر بن عبداسر لأن سمع |
| 4   | 𐤒𐤋𐤌 𐤉𐤁𐤓𐤊𐤌                   | قلم يبركم                   | قولهم. ليباركهم                       |

| النص اليوناني                                                          | ترجمة                                                                  |
| ---------------------------------------------------------------------- | ---------------------------------------------------------------------- |
| 1. ΔΙΟΝΥΣΙΟΣ ΚΑΙ ΣΑΡΑΠΙΩN OI 2. ΣΑΡΑΠIΩNOΣ TΥPIOI 3. HPΑKΛEI APXHΓETEI | 1. ديونيسيوس وسيرابيون (أبناء) 2. سيرابيون الصوري، 3. لهيراكليس المؤسس |

النص عبارة عن تكريس شقيقين من صور للإله ملقرت ، الذي يعادل هرقل في تفسير اليونان . الاسمان عبداسر (خادم أوزوريس) واسرشمر (عون أوزوريس) وردا في النص اليوناني باسم ديونيسيوس وسيرابيون. ديونيسيوس هو تفسير اليونان لأوزوريس.
وبهذا النقش، الذي يحتوي على 18 حرفًا من أصل 22 حرفًا في النص الفينيقي ، تمكن جان جاك بارتيليمي من البدء في فك رموز اللغة. في قائمة بارتيليمي، التي نُشرت عام 1764م للحروف الفينيقة، لم ينقص سوى حرفي "ت" و"پ/ف".

## روابط الويب
- قاعدة بيانات اللوفر مع الصور

## هوامش
1. ↑  مُعرِّف مجموعات متحف اللوفر: 010165603. الوصول: 23 أغسطس 2023.
2. ↑  Inventarnummer AO 4818.
3. ↑  Böckh، A. (1853). Corpus Inscriptionum Graecarum. Berlin. ج. III. ص. 681, Nr. 5753.{{استشهاد بكتاب}}:  صيانة الاستشهاد: مكان بدون ناشر (link)
4. ↑  Borġ، V. (1963). Tradizioni e documenti storici. Missione. ص. 41–51.
5. ↑  Bonanno، Anthony (1982). "Quintinius and the location of the Temple of Hercules at Marsaxlokk". Melita Historica. ج. 8 ع. 3: 190–204.